# We the Jury (película)
We the Jury es un telefilme estadounidense-canadiense de drama y crimen de 1996, dirigido por Sturla Gunnarsson, escrito por Philip Rosenberg, musicalizado por Jonathan Goldsmith, en la fotografía estuvo Maris H. Jansons y los protagonistas son Kelly McGillis, Lauren Hutton y Nicholas Campbell, entre otros. Este largometraje fue realizado por All American Television, Atlantis Films, CTV Television Network y USA Pictures; se estrenó el 16 de octubre de 1996.

## Sinopsis
Un jurado debe dar su veredicto sobre un homicidio, pero algunos integrantes tienen sus propios intereses o son parciales.